# Josiah Tungamirai
Josiah Tungamirai, nascido Thomas Mberikwazvo (8 de outubro de 1948 - 25 de agosto de 2005) foi um oficial militar que atingiu o posto de marechal-chefe do ar e, mais tarde, foi político no Zimbábue. Ele era comandante da Força Aérea e depois serviu como Ministro de Estado para a Indigenização e o Empoderamento no governo do Presidente Robert Mugabe antes da sua morte em 2005.

## Primeiros anos e educação
Tungamirai nasceu numa família de camponeses como Thomas Mberikwazvon em 8 de outubro de 1948 em Gutu, província de Masvingo, na então Rodésia do Sul. Ele recebeu a sua educação primária na Missão Mutero em Gutu, entre 1957 a 1964. A sua educação secundária foi concluída no Seminário Chikwingwizha. Tungamirai foi para o Politécnico de Salisbury e completou os seus estudos em Física e Matemática em 1970.

## Carreira militar
Tungamirai serviu no Zimbabwe African National Liberation Army (ZANLA) de Robert Mugabe durante a Guerra Civil da Rodésia. Ele permaneceu leal a Mugabe durante o conflito entre-facções de Nhari e Vashandi dentro da ZANLA, e estava entre os funcionários da ZANLA que escaparam da Zâmbia, após a detenção do governo zambiano de altos funcionários da ZANU após o assassinato de Herbert Chitepo. No final da guerra, ele serviu como comissário político da ZANLA.
Em 1979, Tungamirai fazia parte da delegação da Frente Patriótica que era parte do Acordo de Lancaster House. Quando o Zimbábue se tornou independente em 1980, Tungamirai tornou-se um dos principais generais do recém-formado Exército Nacional do Zimbábue e foi nomeado para o Alto Comando Conjunto do Zimbábue. Ele estava envolvido no trabalho de integrar o ex-beligerante Exército Africano de Libertação Nacional do Zimbábue e o Exército Revolucionário Popular do Zimbábue, bem como o Exército da Rodésia.
Em 1982, Tungamirai foi transferido para a Força Aérea do Zimbábue para ocupar o posto de Chefe do Estado-maior. Naquela época, ele foi re-designado como vice-marechal do ar. Tungamirai qualificou-se como piloto em outubro de 1984.
Tungamirai passou a alcançar o posto de marechal-chefe do ar e passou a servir como comandante da Força Aérea do Zimbábue.
Em 1992, Tungamirai foi substituído por Perence Shiri como comandante da Força Aérea.

## Carreira política
No início de 2004, Tungamirai foi eleito para o parlamento de Gutu do Norte numa eleição. Ele logo foi nomeado para o Governo como Ministro de Estado para a Indigenização e o Empoderamento em 9 de fevereiro de 2004.

## Morte
Depois de o que membros anónimos da família de Tungamirai disseram que eram problemas com a rejeição de um transplante de rim realizado vários anos antes, Tungamirai foi levado a um hospital sul-africano para tratamento de emergência. Ele morreu lá em 25 de agosto de 2005. Após a morte de Josiah Tungamirai, a sua viúva Pamela Tungamirai alegou que ele havia sido envenenado.